# Hotel Buchholz
Hotel Buchholz ist ein Roman von Julius Stinde, der 1897 in Berlin im Verlag von Freund & Jeckel erschienen ist. Darin wird aus dem Blickwinkel der Kleinbürgersfrau Wilhelmine Buchholz die Berliner Gewerbeausstellung von 1896 beschrieben.

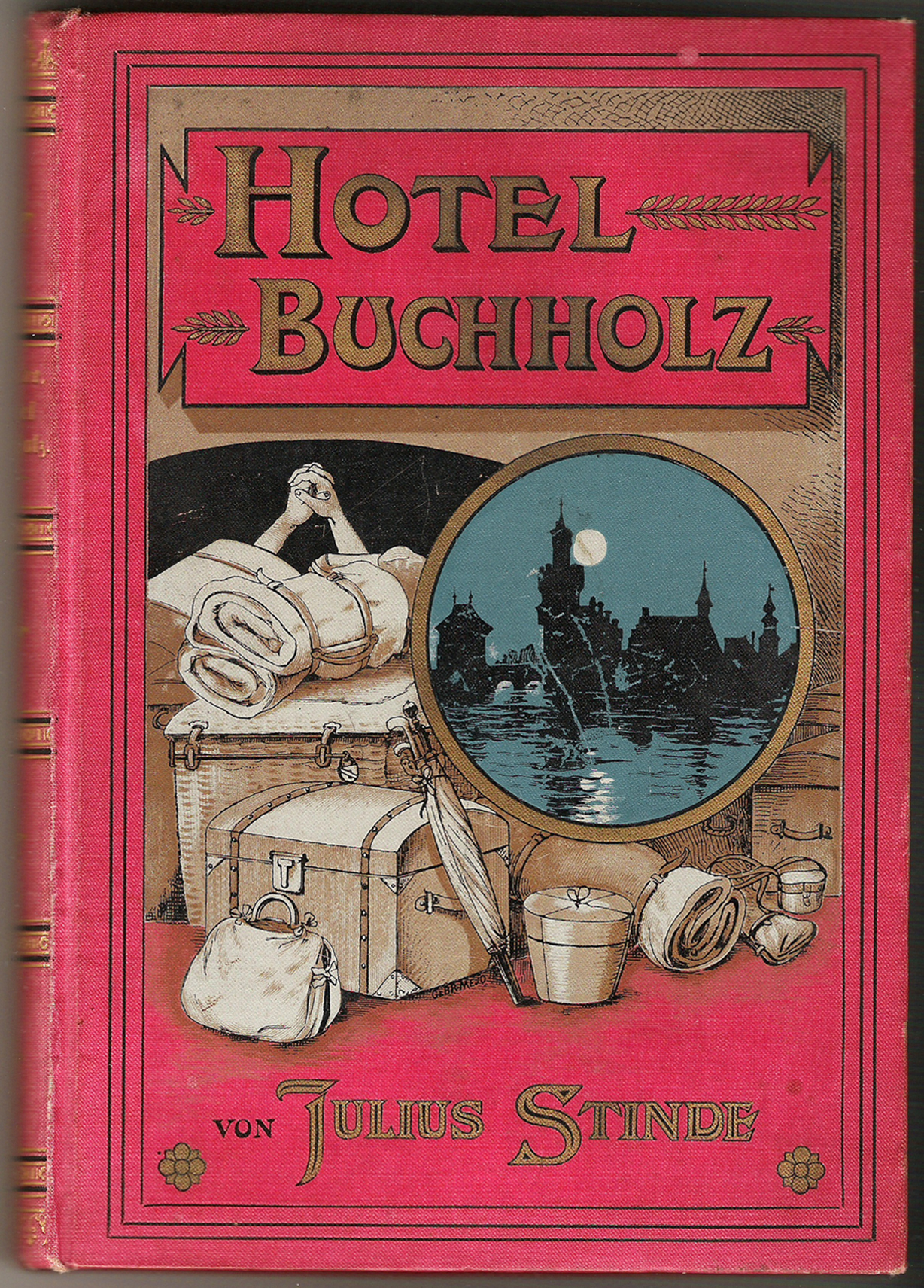
Hotel Buchholz von Julius Stinde, 1897

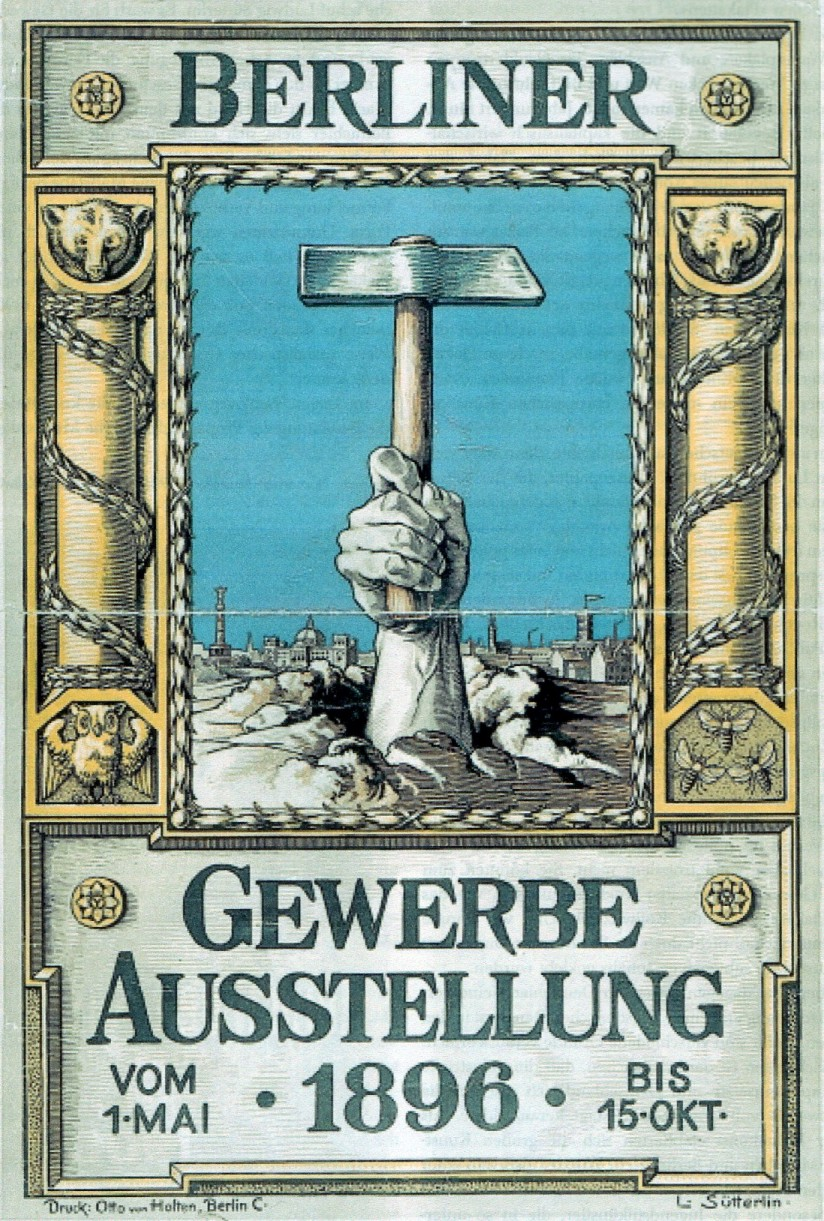
Offizielles Ausstellungsplakat

Stinde wurde von Alfred Holzbock, dem Herausgeber der im Verlag von August Scherl erscheinenden „Officiellen Ausstellungsnachrichten“ gebeten, „auf mittlere Familien berechnete“ Berichte über die Gewerbeausstellung unter der fingierten Verfasserschaft der Berliner Kleinbürgersfrau Wilhelmine Buchholz zu liefern. Stindes Bedingungen, unter denen er diesen Auftrag angenommen hat, sind in einem Schreiben an Alfred Holzbock vom 29. März 1896 (Staatsbibliothek zu Berlin, Nachlass Holzbock) festgehalten. Dieser Brief ist abgedruckt in einer Sammlung von Briefen Stindes an Verleger, Herausgeber und Redakteure. Darin heißt es unter anderem:

„Das ausgesetzte Honorar von 1200 (Zwölfhundert Mark) ist in Betracht auf die Honorare, wie sie mir gezahlt werden, kein glänzendes, da ich mir jedoch das Buchverlagsrecht der Feuilletons nach Schluß der Ausstellung vorbehalte, so kann ich auf Ihren Vorschlag eingehen, wenn ferner einige Erleichterungen eintreten, die als Aequivalent für das intime Studium der Ausstellung zu betrachten sind. Die Vorarbeiten für die Artikel nehmen ja mehr Zeit als zu ihrer Ausarbeitung gehört. Der Verlag besorgt mir eine Eintrittskarte – Preßkarte – so wie den Einlass zu besonderen Ausstellungsfestlichkeiten, anläßlich deren letzteren es mir gestattet sein muß persönliche Spesen zu liquidieren, natürlich nur dann, wenn Frau W. Buchholz über die Feste u. dergl. berichtet.“

Aus diesen Artikeln hat Stinde sein Buch „Hotel Buchholz. Ausstellungs-Erlebnisse der Frau Wilhelmine Buchholz. Herausgegeben von Julius Stinde“ zusammengestellt. Das Buch beginnt mit der Schilderung der häuslichen Probleme, die für Frau Wilhelmine durch das Annehmen dieses Auftrages entstehen, was dem Autor Gelegenheit gibt, das in sechs vorausgegangenen Buchholz-Büchern erprobte und bewährte Personal (um die passende Zahl von Jahren gealtert) wieder aufleben zu lassen: die Erzählerin selbst, ihren Mann Karl, ihren Bruder Fritz, die inzwischen verheirateten Töchter Emmi und Betti und die Intim-Feindinnen Frau Bergfeldt, die jetzt durch Tod des Mannes und Wiederheirat eine Frau Butsch geworden ist, und die Krausen. Bei einem ersten Besichtigungsausflug mit Nachbarinnen und Bekannten nimmt Frau Buchholz die Gelegenheit zu einem ersten Rundblick auf die Gebäude, ihre Lage und Einrichtung, indem sie alles von ihrem aufs Praktische gerichteten Hausfrauenstandpunkt aus beurteilt.

„Die Meeresfläche, im Hintergrunde mit dem weißen Wasserthurm und dem Hauptrestaurant, vorne die Blumengefilde, die Obelisken und dazu Musik aus den Pavillons, das war wirklich wunderschön. Und dann durch einfache Umdrehung des menschlichen Körpers der Blick auf das Industriegebäude mit der Kuppel und den Thürmen, deren Aluminiumkappen in der Sonne glänzten wie nagelneue Suppentöpfe und die Orangenbäume auf dem Dache des Vorbaues, der in zwei Wandelhallen ausläuft. . .“

Als erfahrener Dramatiker weiß Stinde, dass ohne Komplikationen keine Lesespannung entstehen kann. Deshalb holt sich Wilhelmine als Beistand fürs Schreiben über die technisch-wissenschaftlichen Aspekte der Ausstellung die „Tochter einer Halbcousine“, Ottilie mit Namen, „denn die ist auf Sauerstoff, Spectralismus, Galvanistik und alle anderen neueren Bildungsmittel examiniert worden“. Ferner verschreibt sie sich den Architekten Krieberg, der ihr bei der Beschreibung der Baulichkeiten behilflich sein soll. Weiteres Personal erwächst dem Buch aus Besuchern, die fernher kommend bei Buchholzens logieren, um die Treptower Ausstellung zu sehen: Ungermanns, Kliebischs (Reisebekanntschaft aus Buchholzens in Italien), Tante Lina, eine alte Jungfer, und der Amtsrichter, ein lebenskluger Vetter von Herrn Buchholz. Alle Personen bringen einen eigenen Schicksals- und Handlungsstrang in das Buch ein, und Stinde versteht es mit großem Geschick, ein themenreiches Ganzes mit dramatischen Höhepunkten daraus zu komponieren, ohne dass die Beschreibung der Ausstellung und ihrer Sehenswürdigkeiten dabei zu kurz käme.

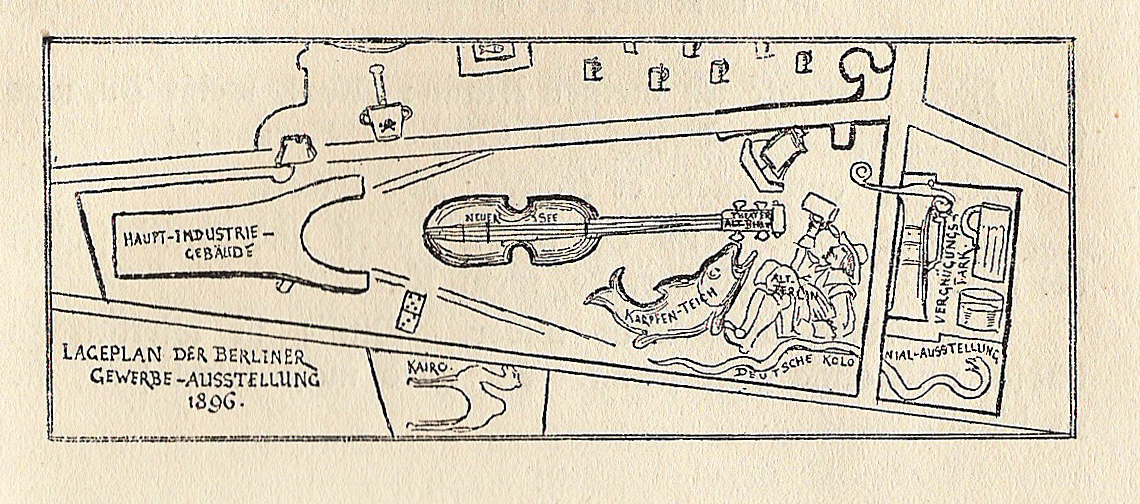
Hotel Buchholz von Julius Stinde, 1897, Seite 46

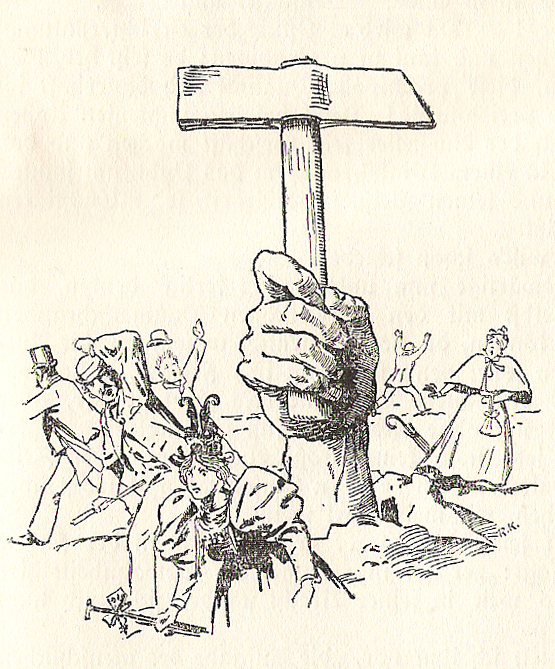
Hotel Buchholz von Julius Stinde, 1897, Seite 35

Im sechsten Kapitel verschafft sich Wilhelmine einen Überblick über das Ganze und erkennt in der Gestaltung des Haupt-Industrie-Gebäudes einen Stiefelknecht, im Neuen See eine Bassgeige und im Karpfenteich eine Fischfigur. Der Maler Richard Knötel hat Wilhelmines Eindrücke kongenial festgehalten.
Eigene Kapitel sind dem Lichtfest, den Maschinen, der Architektur, dem Dauerregen, den Kunstalpen, dem nachgebauten Alt-Berlin und dem Thema „Spree-Afrika“ gewidmet, und weitere Einzelheiten werden zwischen die dramatischen Verwicklungen eingeschoben. Auch Karl Buchholz stellt die Produkte seiner kleinen Wirkwarenfabrik aus. Leider streicht der Redakteur der Officiellen Ausstellungsnachrichten gerade diesen Passus aus Wilhelmines Manuskript heraus und ausgerechnet der missgünstigen Frau Krause gibt sie das Manuskript zum Lesen, die es denn auch, samt Redakteurskommentar, laut vorliest:

„Der Glanzpunkt der gesammten Ausstellung, wie noch niemals da war und die Augen der Nationen auf sich lenken wird, befindet sich links im Hauptgebäude. Es ist dies ein aus diamantschwarzen Strümpfen auf weißem Grunde künstlerisch hergestellter Reichsadler, unter Garantie absolut farb- und waschecht mit verstärkten Spitzen und verstärkten Fersen, ein großer Theil der Qualitäten außerdem mit verstärkten Sohlen eine Musterleistung des Hauses Buchholz und Sohn.“